# Даниленко-Карин, Сергей Тарасович
Сергей Тарасович Даниленко-Карин (укр. Сергій Тарасович Даниленко-Карін, настоящая фамилия Даниленко; 1898, Высокие Байраки, Херсонская губерния — 1985, Киев) — советский разведчик, полковник госбезопасности, сотрудник ОГПУ при СНК СССР (позже при НКВД — НКГБ), участник множества оперативных игр ОГПУ, НКВД и НКГБ СССР; украинский советский писатель.
Работал в органах госбезопасности с 1921 года, участвовал в мероприятиях по борьбе против украинских контрреволюционных движений, установлению контроля над церковными структурами, организации партизанской деятельности на территории УССР во время Великой Отечественной войны, а также попытке заключения соглашения о перемирии с ОУН-УПА. В отставке с 1947 года по состоянию здоровья.

## Ранние годы и Гражданская война
Родился в 1898 году в селе Высокие Байраки (Высокобуеракская волость, Александрийский уезд, Херсонская губерния, Российская империя) в многодетной семье крестьянина Тараса Александровича Даниленко, участника русско-турецкой войны 1877—1878 годов (родители Сергея умерли в 1933 году во время голода). Украинец по национальности. Отец, по данным архивов, имел до 70 десятин земли, конную молотилку, веялку и плуг; нанимал батраков и перепродавал скот. Из-за своего происхождения Сергей не был принят в гимназию, поэтому в 1911—1919 учился в коммерческом реальном училище в Елисаветграде, куда был принят не без помощи брата матери, работавшего швейцаром в гимназии. Во время учёбы в училище посещал подпольный украинский кружок левых эсеров-боротьбистов, однако позже порвал с ними.
Участник Гражданской войны в России. С 1919 года служил в РККА на бронепоезде «Смерть белым!», курсировавшим между Вознесенском-Помошной-Елисаветградом. Участвовал в боях против войск А. Деникина, Н. Махно и Н. Григорьева. Заболев тифом, Даниленко попал в Знаменскую больницу, откуда его до выздоровления забрали родители. В Байраках вместе с актрисой Алисой Вербицкой организовал драматический кружок и любительский театр. Позднее был арестован белыми по ложному доносу соседей, но затем был освобождён. После становления советской власти с января по март 1920 года работал землемером в Елисаветградском земотделе, затем вернулся в родное село и восстановил там самодеятельный театр. Осенью 1920 года по ложному доносу о том, что кружок якобы был прикрытием уже контрреволюционной националистической организации, был повторно арестован Елисаветградским отделом ЧК и снова освобождён после разбирательства.
Сергей принял предложение работать в ЧК с января 1921 года; использовал фамилию «Карин» в качестве псевдонима, под которым официально числился в кадрах этой организации. При этом он прибавлял приставку «Даниленко» к фамилии для удобства работы на Украине. Свободно владел украинским языком, входил в комиссию по «испытанию знания украинского языка» при ГПУ УССР в период украинизации.

## Борьба против контрреволюционеров в 1920-е годы
После нескольких успешных заданий Карин был направлен на работу в Киевский ГубЧК. Он поступил в Киевский Высший институт народного образования имени М. П. Драгоманова под именем Степана Черненко и в дальнейшем принимал участие в ликвидации подпольных организаций «Сечевые стрельцы» (действовавшей в Киевской военной школе красных офицеров), «Всеукраинского повстанческого комитета» (ЦУПКОМ) и Уманского повстанкома (август 1921 года). В организацию сечевиков он вступил с разрешения руководства ГПУ УССР, узнав о её существовании от соученика по реальному училищу, и приобрёл в организации немалый вес. По заданию ЧК Карин также вступил в Украинскую войсковую организацию (УВО), руководство которой из-за границы осуществлял Е. М. Коновалец. Под своей легендой Карин познакомился с атаманом и петлюровским эмиссаром Николаем Новицким, войдя к нему в доверие и став начальником связи оперативного района на Херсонщине в подпольной организации «Народная месть». Она подчинялась Генеральному повстанческому штабу Ю. О. Тютюнника во Львове, который расценивался ЧК как лидер украинского повстанческого антисоветского движения. В сентябре 1921 года по заданию Новицкого «Черненко» отправился через Корец-Ровно с докладом в польский Львов, где в предместье Подзамче встретился с главой националистического движения Ю. О. Тютюнником, начальником его штаба полковником Л. В. Ступницким и начальником разведки сотником Осипом Думиным.
В течение трёх недель Карин поставлял главному повстанческому штабу петлюровцев дезинформацию якобы о готовящихся антисоветских выступлениях — ни контрразведка УНР, ни польская «дефензива» не раскрыли подлинную личность «Черненко». В свою очередь, Карин получил информацию о наступлении сил УНР под командованием генерал-хорунжего Василия Нельговского. Вернувшись в Новоград-Волынский, «Черненко» сообщил своему руководству всю собранную информацию, и она помогла 23 сентября 1921 года войскам РККА отразить наступление атамана Нельговского. В октябре—ноябре кавалерия РККА разгромила на территории современной Хмельницкой области военные формирования полковника Палия-Сидорянского численностью 880 сабель, а на территории современной Житомирской области подразделения генерал-хорунжего Янченка численностью 900 сабель. На Волыни были убиты свыше 250 повстанцев, более 500 попали в плен; также были сокрушены силы атамана Гулого-Гуленко и основные части под командованием Тютюнника, при штабах которых действовали представители польской разведки Флерек, Ковальский и Шалин. 17 июня 1923 года Тютюнник и его помощник Задунайский отправились на встречу с повстанцами «Высшей военной рады» на советско-польской границе на берегу Днестра, где были арестованы советскими пограничниками. По словам современников, Тютюнник после ареста упал в обморок и отошёл от шока только спустя несколько часов, а после допросов согласился сотрудничать со следствием и с советской властью, в обмен на что был амнистирован. В качестве поощрения Даниленко-Карин получил от начальства золотые часы.

## Контроль над церковью
После успешной операции против Тютюнника Даниленко-Карин был переведён в центральный аппарат ЧК-ГПУ, с 14 августа 1922 года по 1927 год — уполномоченный СО СОЧ ГПУ УССР. С января 1925 года Карин участвовал в серии мероприятий, направленных на борьбу против канонической Русской православной церкви как контрреволюционной силы и в поддержку обновленчества, а также в поддержку раскольнической Украинской автокефальной православной церкви (УАПЦ), так или иначе поддерживавшей в некоторой степени революционные изменения. Тем не менее в дальнейшем Карину пришлось участвовать и в ликвидации «контрреволюционных элементов» УАПЦ, поскольку среди её прихожан было много украинских контрреволюционеров-националистов, поддержавших в той или иной мере Украинскую революцию 1917—1921 годов. Даниленко работал в 3-й (антирелигиозной) группе, которая занималась контрразведывательным сопровождением деятельности УАПЦ, возглавляемой митрополитом Василием (Липковским), а также должность главного агента по церковным вопросам Харьковского ГПУ. Возглавляемая Кариным комиссия установила, кто из священнослужителей 577 приходов УАПЦ так или иначе сотрудничал с петлюровцами, Белым движением, украинскими национальными партиями и т. д. Последующая волна репрессий способствовала самоустранению УАПЦ.
С января 1925 года ГПУ проводило так называемую «обработку тихоновского епископата» для создания новой группировки для «борьбы с тихоновщиной и липковщиной». В июне 1925 года Карин подготовил троих епископов (т. н. «инициативную группу») и обеспечил созыв Собора епископов в Лубнах, в котором приняли участие лишь пятеро из 27 архиереев РПЦ на Украине: по итогам этого Собора, ставшего известным как «лубенский раскол», главой очередной автокефальной православной церкви (так называемой БОПУПАЦ) стал митрополит Феофил. С того же 1925 года Даниленко-Карин состоял в КП(б)У и был членом Всеукраинской антирелигиозной комиссии. В октябре 1927 года усилиями Карина на Соборе УАПЦ Липковский как «один из столбов контрреволюции» был окончательно смещён с поста митрополита, а его преемником стал Николай (Борецкий), что позже привело к самороспуску УАПЦ. Карин «за успехи в служебной деятельности» по решению Коллегии ОГПУ СССР был награждён в 1927 году именным «маузером», а в 1932 году «Почётным знаком ВЧК-ГПУ». С 1928 член ВКП(б). В служебных документах при этом утверждалось, что Карин «тяготился работой» по линии «Д» (духовенства); у него диагностировали туберкулёз лёгких и предписывали лечиться в санатории в приказном порядке.

## Деятельность во внешней разведке
В 1931 году Сергей Тарасович занимал должность помощника начальника ИНО ОГПУ Украины. В том же году его направили в длительную командировку за границу, целью которой было выявление в странах Европы руководителей антисоветских организаций, сотрудничающих с иностранными разведками: сам Даниленко специализировался на борьбе против украинской контрреволюционной эмиграции. С января 1931 года по июль 1933 года он находился в оперативной командировке в Чехословакии по линии Иностранного отдела ОГПУ СССР в Праге, специализируясь на «украинской контрреволюционной эмиграции»; формально был помощником резидента советской разведки в Чехословакии Станислава Глинского. По оценке сослуживцев, как разведчик Даниленко-Карин имел «горизонт в работе большой и глубокий». Во многом его работу облегчало владение чешским и польским языками.
В 1934 году при участии Даниленко-Карина была проведена операция «Капкан» (по другим данным, операция «Академия») по захвату двух эмиссаров Русского общевоинского союза, действовавших на территории СССР и готовивших теракты против советского руководства. В том же году он вернулся в СССР и был назначен начальником одного из отделов Главного управления государственной безопасности (ГУГБ) НКВД УССР. В 1936 году снова был направлен в заграничную командировку (в Берлин), где пытался установить контакты с деятелем ОУН Петром Кожевниковым, однако вскоре был вынужден покинуть территорию Германии и выехать в Чехословакию, поскольку гестапо заинтересовалось деятельностью Карина, а Кожевникова и вовсе исключили из ОУН по подозрению в сотрудничестве не то с НКВД, не то с гестапо. Со 2 мая 1934 по 9 января 1937 года Карин занимал пост помощника начальника внешней разведки ГУГБ НКВД СССР. В марте 1936 года был в оперативной командировке в Берлине. Некоторое время работал заместителем начальника 2-го отдела Управления государственной безопасности НКВД УССР.

## Репрессии
С апреля по июнь 1937 года Даниленко-Карин выполнял специальное задание на Дальнем Востоке, по возвращении с которого 29 июля 1937 года неожиданно был переведён на пост начальника Управления пожарной охраны НКВД Украины. 28 августа, спустя полтора месяца после этого назначения, он был арестован по распоряжению наркома внутренних дел СССР Н. И. Ежова по ложному обвинению в контрреволюционной деятельности — националистическом заговоре под руководством наркома внутренних дел УССР В. А. Балицкого и шпионаже. Он пробыл 26 месяцев в тюрьмах, в том числе 11 месяцев в Лефортово и Бутырке, где неоднократно допрашивался и подвергался избиениям со стороны следователей.
Карина призывал дать «признательные показания» его сокамерник, бывший старший майор госбезопасности Михаил Александровский (сам донёс на Карина под страхом быть репрессированным как «польский шпион», но 15 ноября 1937 года был расстрелян). Карин отказался оговаривать себя, несмотря на угрозы от тюремщиков и диагностированный туберкулёз. После снятия Ежова с поста наркома внутренних дел СССР и назначения на этот пост Л. П. Берии дело Карина было пересмотрено. 25 февраля 1939 года Военный трибунал вернул дело на доследование, которое закончилось тем, что 22 октября 1939 года все обвинения с Даниленко-Карина были сняты. Из-за ослабленного туберкулёзом здоровья он был вынужден в 1940 году выйти на пенсию.

## Великая Отечественная война

### Организация партизанской деятельности
С началом Великой Отечественной войны Даниленко-Карин, несмотря на свою инвалидность, подал на имя наркома НКВД УССР рапорт о возвращении на службу. В июле 1941 года он был включён в группу по организации партизанского движения на оккупированных гитлеровцами территориях Украины и занялся подготовкой и засылкой в тыл врага разведывательно-диверсионных групп. В октябре 1941 года в районе Лисичанска, на берегу Северского Донца в здании базы отдыха Ворошиловградского завода паровозостроения Кариным была организована специальная разведшкола № 7 по подготовке кадров подполья (позже переведена в Ворошиловград, а оттуда в Саратов). В составе своей оперативной группы НКВД Даниленко-Карин участвовал в Сталинградской битве. Среди учеников Даниленко-Карина выделяются радистка группы «Буря» Любовь Шевцова (Ворошиловград), разведчики группы «Днепр» Владимир Загоруйко и братья Сергей и Василий Левашовы (Красный Лиман), которые позже вошли в состав «Молодой гвардии». Также Карин использовался НКВД-НКГБ для выполнения оперативных заданий «по организации партизанских отрядов и диверсионных групп, направленных в тыл противника».
Карин участвовал в операции по освобождению Харькова, в город он вошёл 16 февраля 1943 года в составе передовой оперативно-войсковой группы. В так называемом «Музейном городке» на Университетской улице он встретился с митрополитом Харьковским и Полтавским УАПЦ Феофилом, который, по некоторым данным, в межвоенные годы был завербован ГПУ-НКВД как агент «Кардинал». В ходе расследования НКВД было установлено, что Феофил в июле 1942 года перевёл самовольно 400 приходов под юрисдикцию новой раскольнической УАПЦ, лояльной Германии, и стал заниматься прогерманской пропагандой; сам Феофил уверял Карина, что формально пребывал на покое, а гестаповцы и украинские националисты угрозами заставили его поддержать раскольников и вести антисоветскую пропаганду. 2 ноября 1943 года Феофила вызвали в Москву на допрос, а 20 ноября 1944 года он скончался в тюрьме. Сам же Карин, готовя проект доклада наркома внутренних дел УССР В. Т. Сергиенко от 3 апреля 1943 года, формально констатировал, что нелегальная разведка НКВД в период оккупации гитлеровцами Харькова не справилась со своими задачами — не смогла своевременно выявить агентуру немцев и националистического подполья.
9 апреля Карин подготовил в Старобельске записку об опыте работы резидентур Харькова для НКГБ УССР: опираясь на факты того, что население враждебно относилось к оккупантам, а немцы бросали своих пособников на произвол судьбы при отступлении, Карин подал идею вербовать националистов в Киеве, Ровно и Львове ради их же спасения. Идею Карина поддержали: в ноябре 1943 года после освобождения Киева он был назначен заместителем начальника 4-го управления НКГБ УССР, отвечавшего за разведывательно-диверсионные операции в тылу противника (в том числе вербовку противника). 31 августа 1944 года назначен временно исполняющим обязанности уполномоченного Совета по делам религиозных культов при правительстве УССР, получив карт-бланш в решении важных служебных вопросов. 25 ноября 1944 года приказом Наркомата госбезопасности СССР восстановлен в кадрах спецслужбы в звании подполковника. Вместе с капитаном (позже майором) Львовского УНГКБ Александром Хорошуном он начал готовиться к участию в операции «Перелом», целью которой была попытка мирного урегулирования вооружённого конфликта между ОУН-УПА и советскими властями на Западной Украине. С марта 1945 года Даниленко-Карин был руководителем Оперативной группы НКГБ УССР на Западной Украине, дослужился до полковника государственной безопасности (в полковники произведён в том же году).

### Операция «Перелом»
В 1944—1945 годах Карин-Даниленко продолжал занимать пост заместителя начальника 4-го управления НКГБ УССР, которое занималось зафронтовой разведывательно-диверсионной работой. В 1945 году стал заместителем начальника 2-го управления НКГБ УССР. По его воспоминаниям 1950-х годов, он принял решение изменить стиль работы спецслужбы в Галичине: в этом регионе, который страдал от многих проблем, он стал лично посещать сельские дворы и квартиры, ведя разговоры с жителями и помогая им по мере возможности. Позже, по словам Карина, о его людях «стали распространяться доброжелательные слухи и даже легенды», а местные жители стали чаще обращаться с просьбами, что и помогло ему в дальнейшем пресечь деятельность националистического подполья. На фоне его работы уполномоченным в Совете по делам религиозных культов при правительстве УССР Карин даже удостоился от митрополита Украинской греко-католической церкви Андрея Шептицкого прозвища «пан министр».
19 ноября 1944 года художница и сотрудница Львовского художественного музея Ярослава Музыка («Сова») встретилась с заместителем начальника Львовского облздрава Юлианом Кордюком (агент НКГБ «Гусев») и предложила ему стать посредником в переговорах между советской властью и ОУН, сообщив, что с Кордюком свяжется представитель Провода ОУН. Им оказалась представительница руководящего звена Львовского городского провода ОУН Богдана Свитлык-Литвиненко («Светлана»). 22 ноября 1944 года Кордюк обратился к Карину с предложением подпольщиков на условиях гарантии личной безопасности участников переговоров. По словам Музыки, связная Шухевича Екатерина Зарицкая постоянно докладывала о больших потерях ОУН-УПА в стычках против войск НКГБ, вследствие чего украинским националистам требовалась передышка. Отдел контрразведки УНКГБ по Львовской области завёл разработку «Щось», связанную с этими переговорами; официально операция получила название «Перелом». Даниленко-Карин начал переговоры с митрополитом Андреем Шептицким и архиепископом Иосифом Слипым по поводу разоружения ОУН-УПА, а также принимал участие в работе Совета по делам религиозных культов СССР по подготовке Инициативной группы Антония Пельвецкого и Гавриила Костельника. Эта группа организовала Львовский собор, который упразднил униатскую церковь и обеспечил переход бывших униатов в православие (считается, что саму идею проведения собора подал именно Даниленко-Карин).
13 февраля 1945 года Карин встретился на квартире Ярославы Музыки с Богданой Свитлык, которая от имени Центра ОУН вручила письмо с условиями переговоров: в частности, националисты требовали направить на встречу представителя официальных структур или авторитетного деятеля науки или культуры; все условия встречи Карин и Свитлык снова обсудили 17 февраля. Напарником Карина на встрече должен был стать майор Львовского УНКГБ Александр Хорошун (он же сотрудник облисполкома Головко). 24 февраля 1945 года Даниленко и Хорошун отправились на переговоры с представителями ОУН-УПА на автомобиле из Львова в направлении Тернополя, однако вынуждены были вернуться назад, поскольку повстанцы заподозрили присутствие повышенной охраны. 28 февраля оба снова поехали по той же дороге, и на 93-м километре от Львова их остановили повстанцы, которые на санях отвезли их в своё укрытие, предварительно завязав глаза Даниленко и Хорошуну с целью конспирации (позже Даниленко выяснил, что их привели в хутор Конюхи Козовского района Тернопольской области, находящийся примерно в 12 км от шоссе Львов—Тернополь). Повстанцы же усилили охрану на случай, если посланцев будет прикрывать как минимум полк.
На встрече присутствовали представители Центрального провода ОУН-УПА — заместитель Романа Шухевича, начальник Главного военного штаба УПА Дмитрий «Тарас» Майивский и главный политреферент УПА (шеф политического отдела Главного штаба) Яков «Галина» Бусел. Планировалось подписать предварительное соглашение о прекращении вооружённой борьбы ОУН-УПА против советских войск и добровольном сложении оружия. Переговоры длились пять часов: Карин утверждал, что капитуляция гитлеровской Германии станет вопросом времени, а членов ОУН-УПА может постигнуть участь гитлеровцев, и предлагал им сложить оружие в обмен на полные гарантии жизни, свободы, трудоустройства и получения образования, а также правом переехать в любые области. Майивский и Бусол заявили, что будут настаивать на восстановлении реального суверенитета Украины, но пообещали передать предложения советской стороны своему руководству в лице Центрального провода. Роман Шухевич решил формально отправить курьера в Мюнхен к Степану Бандере, который уже в октябре 1944 года был выпущен из концлагеря Заксенхаузен, однако в 1946 году в Чехословакии обнаружили копию письма властей, что означало, что Бандера раскрыл факт переговоров между СССР и ОУН-УПА Третьему рейху. Это фактически означало срыв переговоров, хотя 4 июля 1945 года через Ярославу Музыку советская сторона повторно передала мирные предложения.
Позже ОУН(б) назначила IV Великий сбор, на котором Степан Бандера собирался утвердить собственную руководящую роль. Туда представителями отправили Майивского и члена бюро Провода ОУН Дмитрия Грицая-Перебейноса, которые должны были передать повторно предложения советской стороны. Однако 19 декабря 1945 года Майивский при переходе чехословацко-немецкой границы попал в засаду чехословацких пограничников и покончил с собой, а Грицай угодил в тюрьму, где также совершил суицид. Якоб Бусел погиб ещё раньше, 15 сентября в селе Бышки Тернопольской области, когда ввязался в бой против сотрудников Козовского райотдела НКВД.

## Отставка
В 1947 году Карин вышел в отставку по состоянию здоровья, поскольку потерял зрение. Другим формальным поводом для его отставки стал отказ перейти на преподавательскую работу в Москву. При этом он продолжал консультировать сотрудников госбезопасности УССР и обучать молодых сотрудников. В мае 1953 года после того, как главой МВД СССР стал Лаврентий Берия, а главой МВД УССР — генерал-лейтенант Павел Мешик, была предпринята очередная попытка со стороны советских властей добиться разоружения ОУН-УПА. По указаниям Мешика были отстранены от должности 18 из 25 начальников УМВД, настаивавших на силовом разрешении конфликта; были отменены смертные приговоры членам ОУН и пересмотрены многие уголовные дела, а также свёрнуты вооружённые операции, началось восстановление разрушенных греко-католических монастырей.
По поручению Мешика Даниленко-Карин участвовал в составлении письма главнокомандующему УПА Василию «Лемишу» Куку с предложением о прекращении огня и сложении оружия: хотя текст письма не сохранился, известно, что полковник госбезопасности Карин обещал большие социальные гарантии всем членам подполья и защиту их гражданских прав, освобождение арестованных и сосланных, поддержки религиозных авторитетов УГКЦ. Однако мирная инициатива так и не была реализована после ареста и расстрела Берии и Мешика; Карина же снова чуть не осудили за сотрудничество с «врагом народа». В дальнейшем Карин стал известен как автор ряда книг и статей, посвящённых истории украинской церкви и критике украинского национализма (в том числе о работе националистов на западные разведки), а также воспоминаний о работе на Западной Украине в 1944—1945 годах — последнюю работу опубликовал в 1981 году.
Сергей Тарасович был женат на Лидии Алексеевне, воспитал дочь Ирину. Проживал после отставки в Киеве, где и скончался в 1985 году после тяжёлой болезни, вызвавшей потерю зрения.

## Награды
К концу Великой Отечественной войны Даниленко-Карин был отмечен следующими наградами:
- два ордена Красной Звезды[23]
  - 5 ноября 1944 — за образцовое выполнение специальных заданий в тылу противника и проявленные при этом отвагу и мужество[24]
  - 19 января 1945[25]
- орден Отечественной войны I степени[26] (10 апреля 1945) — за успешное выполнение заданий правительства[27]
- орден «Знак Почёта»[28] (20 сентября 1943) — за образцовое выполнение заданий Правительства по охране государственной безопасности в условиях военного времени[29]
- медаль «За оборону Сталинграда»[15]
- медаль «Партизану Отечественной войны» I степени[15]
- ряд боевых медалей

## Комментарии
1. ↑  Также встречается написание фамилии Карин-Даниленко
2. ↑  Ныне Кропивницкий район, Кировоградская область, Украина

## Сочинения
- Карин С. В стане врага. Особое задание. — М., 1968, 1977, 1988.
- Карін С. Т. Час розплати. — Киев, 1969, 1971.
- Карин С. Т. Трудный визит // Неделя. — 1971. — Январь (№ 3).
- Даниленко С. Т. Дорогою ганьби і зради // Літературна Україна. — 1962. — 14 июля.
- Даниленко С. Митрополиче гніздо // Жовтень. — 1968; 1959. — № 6—12; 1-12.
- Даниленко С. Т. Дорогою ганьби і зради. — Киев: Наукова думка, 1970, 1972.
- Даниленко С. Т. Униаты. — М.: Политиздат, 1972.
- Даниленко С. Т. Амвоны чёрной лжи // Атеистические чтения. — М., 1981.